# Aeroportul Internațional General Rafael Buelna
Aeroportul Internațional General Rafael Buelna (IATA: MZT, ICAO: MMMZ) este un aeroport din Mazatlán, Mazatlán Municipality⁠(d), Sinaloa, Mexic ce deservește zona Mazatlán. Aeroportul a fost tranzitat în 2023 de 1.621.740 de pasageri. A fost numit după Rafael Buelna⁠(d).
Situat la o altitudine de 12 m, aeroportul dispune de o singură pistă. Este operat de Grupo Aeroportuario Centro Norte⁠(d).